# Ligne de tramway 1 (Paris)

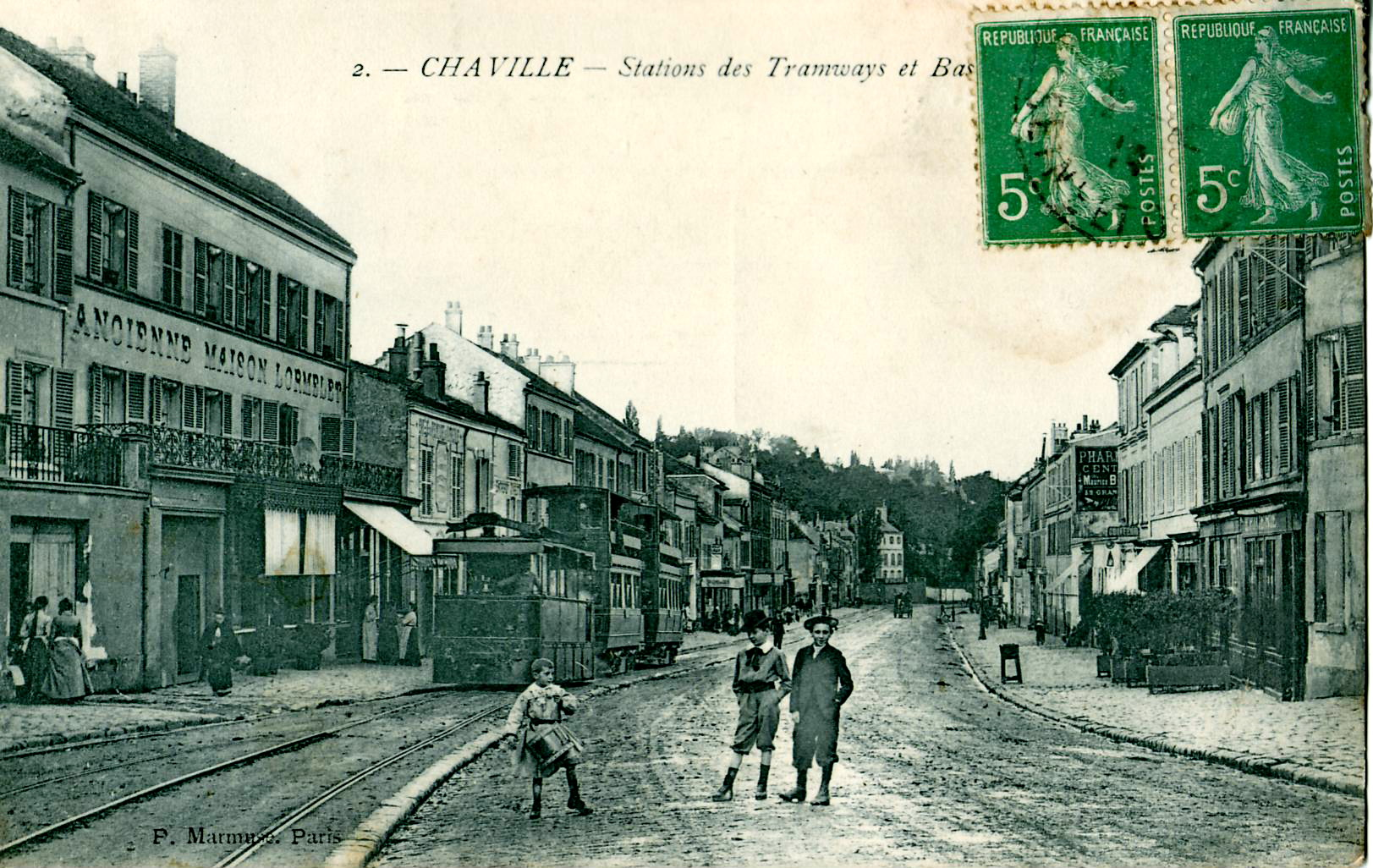
Le tramway à Chaville, en traction mécanique par une locomotive Mékarski.

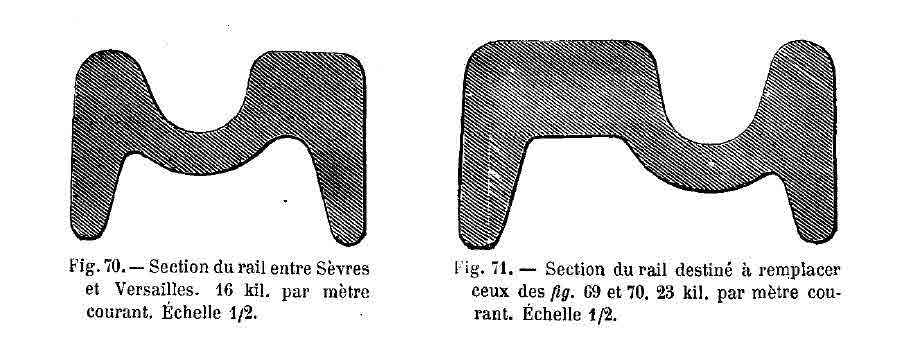
Profil des rails initiaux de la ligne.

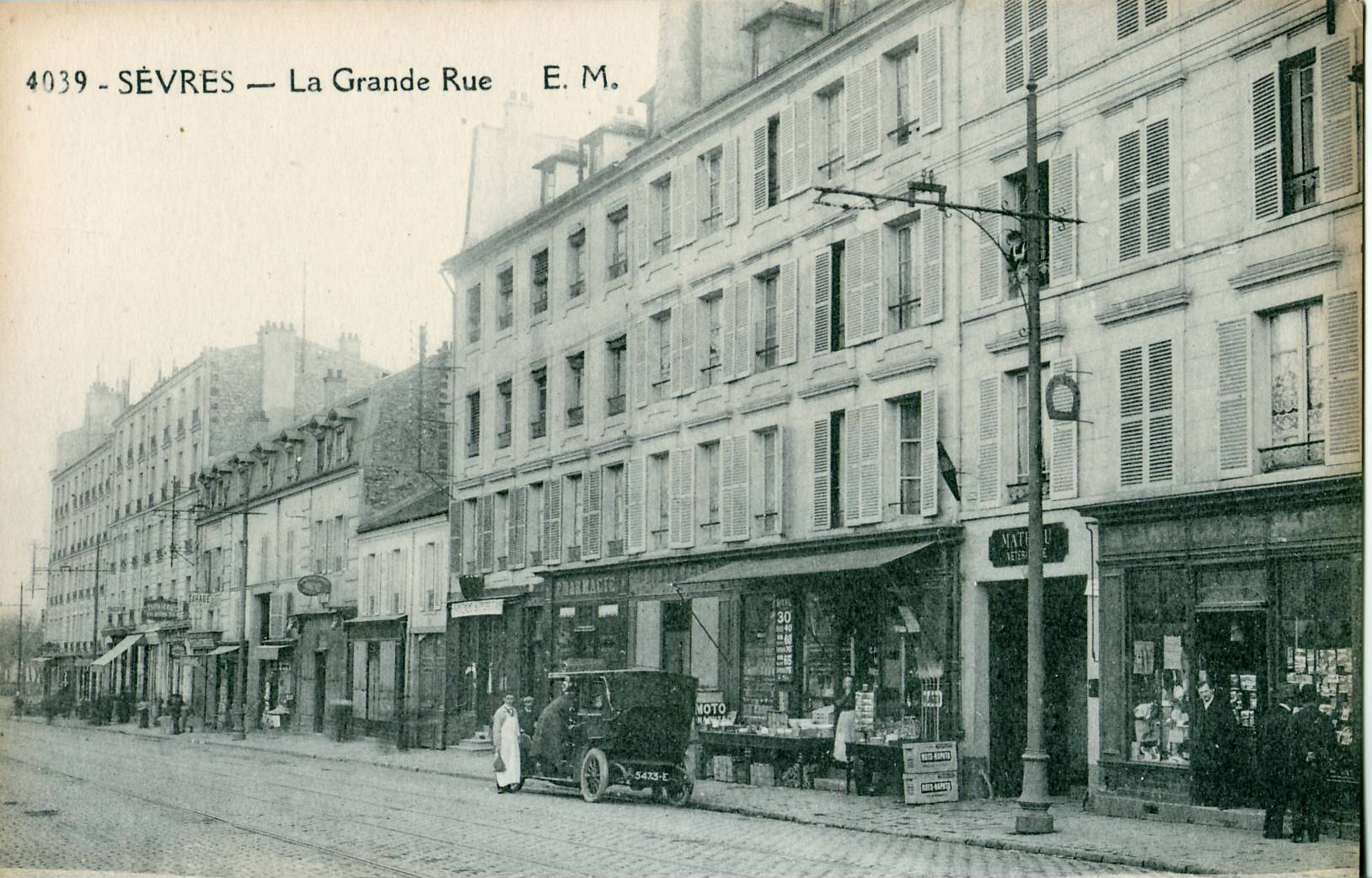
On voit au premier plan de cette carte postale de la RN 10 à Sèvres un poteau supportant la ligne aérienne de contact du tramway, après 1907.

La ligne 1 appelée également ligne TAB est une ancienne ligne de l'ancien tramway de Paris qui reliait Paris à la place d'Armes devant le château de Versailles.

## Histoire
La ligne est concédée à M. Tardieu, ami et associé d'Alphonse Loubat, le 28 avril 1855 pour soixante ans et rétrocédée à la compagnie des Tramways de Sèvres à Versailles (TSV) par décret du 28 juin 1876,, puis à M. Gibiat par un décret du 19 mars 1862. Longue de 9,225 km, son tracé commence à Boulogne-Billancourt, à l'entrée du pont de Sèvres et suit la route nationale 10 (actuelles RD 910 et RD 10) jusqu'à la place d'Armes de Versailles,. La ligne est construite à l'écartement large de 1,50 m avec des rails relativement légers de 16 kg/m reposant sur des longrines en chêne de 13 cm de hauteur sur 8 cm de largeur. Ces rails se révélant insuffisants pour supporter le trafic vont par la suite être remplacés par des rails plus lourds, de 23 kg/m.
L'exploitation débute en  traction hippomobile en 1857. Elle succède à l'exploitation d'une ligne d'omnibus exploitée par la Compagnie des Gondoles ; elle est en correspondance à Boulogne avec la ligne de « chemin de fer américain » qui relie ce lieu à la place de la Concorde à Paris, due à Alphonse Loubat.
L'exploitation hippomobile se fait au moyen de chevaux de type percheron à la modeste vitesse de 7 km/h.
En 1880, au terme du décret du 5 avril, l'exploitation est cédée à la Compagnie générale des omnibus (CGO) qui met la ligne à voie normale et crée une relation directe Paris Musée du Louvre - Versailles sous l'indice « TAB ».
Elle fut mécanisée en 1894, conformément aux termes d'un décret du 12 décembre 1892, avec la mise en service de locomotives à air comprimé « Mékarski ». Celles-ci ont, par la suite, été transformées en 1907 en locomotives à vapeur système Valentin Purrey avant que la ligne ne soit complètement électrifiée en 1913. 
Lors de la fusion des anciennes compagnies de tramways dans la Société des transports en commun de la région parisienne (STCRP) en 1921, la ligne prend l'indice « 1 ». 
La ligne est convertie à la route en 1934, exploitée par autobus en conservant l'indice « 1 ». Elle est aujourd'hui devenue la ligne de bus RATP 171.